# Marian Tałaj
Marian Tałaj (né le 22 décembre 1950) est un judoka polonais. Il participe aux Jeux olympiques d'été de 1976 dans la catégorie des poids mi-moyens et remporte la médaille de bronze.

## Palmarès

### Jeux olympiques
- Jeux olympiques de 1976 à Montréal,  Canada
  -  Médaille de bronze.